# Cotinga degollada
La cotinga degollada (Pipreola whitelyi) és un ocell de la família dels cotíngids (Cotingidae).

## Hàbitat i distribució
Habita els boscos als tepuis del sud-est de Veneçuela i oest de Guyana.